# Santa Fe d'Organyà
Santa Fe és una ermita al terme d'Organyà. Està situada al cim d'una muntanya del mateix nom, la Muntanya de Santa Fe, que és la punta més oriental d'una de les carenes que es desprenen de la serra de Sant Joan que, d'est a oest, enllaça amb la serra de Carreu i uneix l'Alt Urgell amb el Pallars Jussà. L'edifici està protegit com a bé cultural d'interès local.

## Arquitectura
És un edifici religiós d'una nau rectangular, força allargada per llevant (probablement per una reforma de 1880), coberta amb volta de canó. A migdia hi ha una porta de mig punt feta amb petites dovelles. En aquest mateix mur té les restes d'una construcció adossada de grans dimensions. L'aparell dels murs és de pedra, fet a base de carreus de mides diverses i disposats irregularment. La teulada és a doble vessant i conserva, en un dels extrems, un petit campanar d'espadanya d'un sol ull.

## Aplec
A l'ermita cada any s'hi celebra l'aplec de Santa Fe, el dilluns de Segona Pasqua. És un aplec festiu en honor de la co-patrona de la Vila d'Organyà. Hi acudeix la gent de la població i també d'altres pobles de la rodalia com el Vilar de Cabó, ja que aquesta santa i la seva ermita gaudeixen d'un afecte, devoció i estima fora del normal. El dia de l'aplec s'hi diu missa i s'hi canten els goigs en un acte conjunt que és dels més emotius pel gran nombre d'assistents. En acabar l'ofici religiós es reparteix el tradicional pa beneït, que és sufragat pel consistori d'Organyà.

## Història
L'ermita apareix esmentada l'any 1075 en què Guitard Isarn donà a la seva muller Gebelina diverses propietats a la vall de Cabó, el límit de les quals, per ponent, era "Sancta Fide vel in roca Aguda sive in ipso grad de Fenestras". En l'acta de consagració de l'església de Santa Maria d'Organyà, del 1090, entre els béns confirmats consta l'ermita de Santa Fe. L'ermita fou reformada vers l'any 1880, amb l'allargament de la seva nau, i ocasionalment hi ha culte.